# Bistum Buta
Das Bistum Buta (lateinisch Dioecesis Butana, französisch Diocèse de Buta) ist eine in der Demokratischen Republik Kongo gelegene römisch-katholische Diözese mit Sitz in Buta.

## Geschichte
Das Bistum Buta wurde 1898 durch Papst Leo XIII. aus Gebietsabtretungen des Apostolischen Vikariates Léopoldville als Apostolische Präfektur Uélé errichtet. Die Apostolische Präfektur Uélé gab am 18. Dezember 1911 Teile ihres Territoriums zur Gründung der Apostolischen Präfektur Ost-Uélé ab. Am 18. Dezember 1911 wurde die Apostolische Präfektur Uélé in Apostolische Präfektur West-Uélé umbenannt. Die Apostolische Präfektur West-Uélé wurde am 25. April 1924 durch Papst Pius XI. mit der Apostolischen Konstitution Ut in praefectura zum Apostolischen Vikariat erhoben. Am 10. März 1926 gab das Apostolische Vikariat West-Uélé Teile seines Territoriums zur Gründung der Apostolischen Präfektur Bondo ab. Das Apostolische Vikariat West-Uélé wurde am 10. März 1926 in Apostolisches Vikariat Buta umbenannt. Am 22. Februar 1937 gab das Apostolische Vikariat Buta Teile seines Territoriums zur Gründung der Apostolischen Präfektur Lolo ab.
Das Apostolische Vikariat Buta wurde am 10. November 1959 durch Papst Johannes XXIII. mit der Apostolischen Konstitution Cum parvulum zum Bistum erhoben und dem Erzbistum Kisangani als Suffraganbistum unterstellt.

## Ordinarien

### Apostolische Präfekten von West-Uélé
- Leone Dérikx OPraem, 1912–1924

### Apostolische Vikare von West-Uélé
- Charles Alphonse Armand Vanuytven OPraem, 1924–1926

### Apostolische Vikare von Buta
- Charles Alphonse Armand Vanuytven OPraem, 1926–1952
- Georges Désiré Raeymaeckers OPraem, 1953–1959

### Bischöfe von Buta
- Georges Désiré Raeymaeckers OPraem, 1959–1960
- Jacques Mbali, 1961–1996
- Joseph Banga Bane, 1996–2021
- Martin Banga Ayanyaki OSA, seit 2024